# Weegee

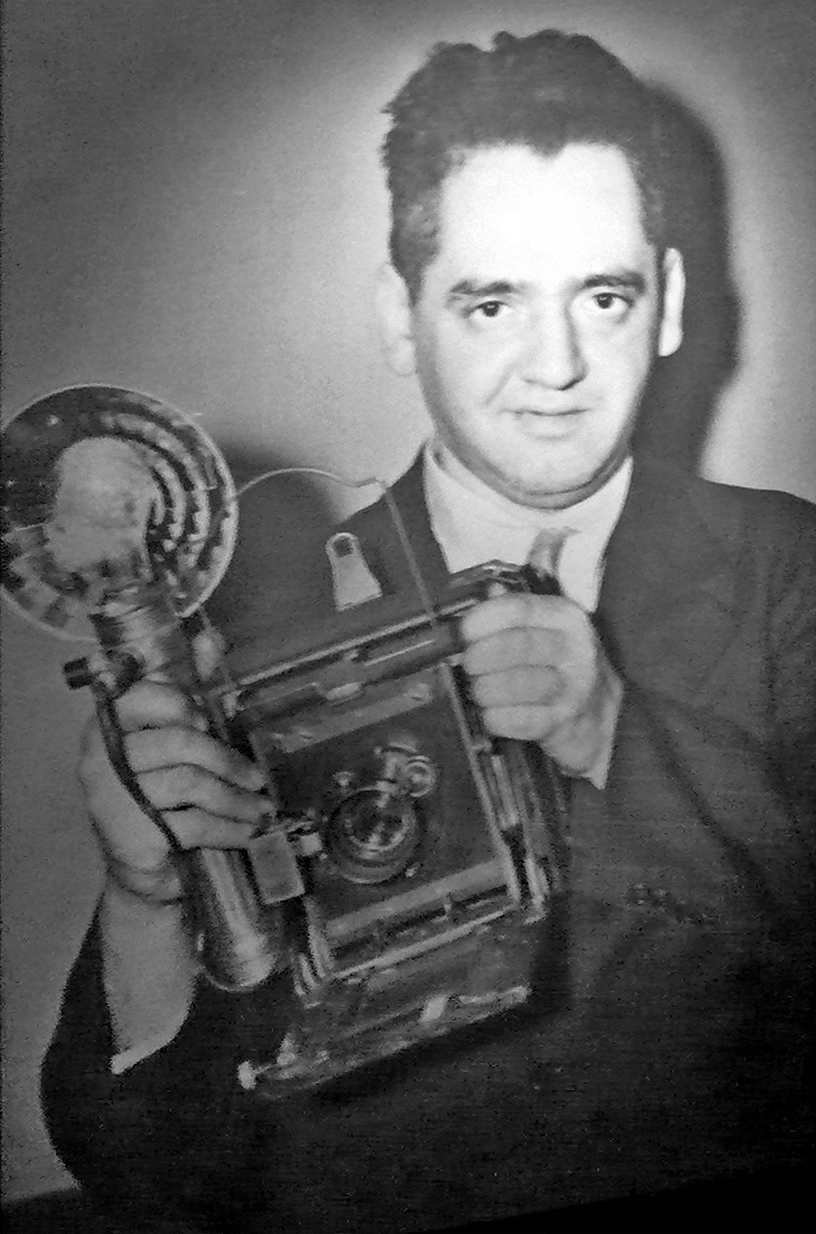
Weegee ca. 1945.

Weegee es el seudónimo de Arthur H. Fellig (12 de junio de 1899-26 de diciembre de 1968), un fotógrafo y reportero gráfico estadounidense de origen austrohúngaro, conocido por sus descarnadas fotografías en blanco y negro.

## Primeros años
Weegee nació en la localidad de Zolochiv, hoy perteneciente a Ucrania. Sus padres, Rachel y Bernard, le pusieron el nombre de Usher. Sin embargo, se le cambió el nombre a Arthur cuando emigró a Nueva York con su familia en 1909.
El fotógrafo fue el segundo de siete hermanos. Los cuatro primeros (Elías, Usher, Rachel y Phillip) nacieron en Europa. Los tres menores (Molly, Jack y Yetta) nacieron en Estados Unidos.

## Carrera como fotógrafo

### Origen del seudónimo
Fellig debe su alias Weegee a una interpretación fonética de la palabra ouija, debido a sus frecuentes llegadas a escena solamente minutos después de que se le hubiese avisado a las autoridades acerca de un crimen, un incendio u otra emergencia. Existen diferentes teorías sobre quién le asignó dicho seudónimo al fotógrafo. Hay quien cree que fue el propio Weegee quien se autonombró así, mientras que otras teorías señalan que el pseudónimo se lo dieron las chicas de Acme Newspictures (la agencia que proveía imágenes a los dos periódicos más importantes de Nueva York: el Daily News y el Herald Tribune) o un agente de policía.

### Temática de sus fotografías
Weegee está considerado un fotógrafo de noticias indiscreto especializado en documentar el ambiente callejero de Nueva York mediante sus desgarradoras fotografías en blanco y negro. Las fotografías de Weegee mostrando escenas de crímenes, víctimas de accidentes de tráfico ensangrentadas o playas urbanas abarrotadas siguen resultando estremecedoras. Sin embargo, como yuxtaposición, Weegee también fotografió a las damas de la alta sociedad neoyorquina vestidas con sus armiños y diademas.

### La obtención de las fotografías
En el año 1938, Fellig era el único reportero gráfico de Nueva York que poseía un permiso para llevar consigo una radio portátil de onda corta con la frecuencia de la policía. Tenía instalado un cuarto oscuro en el maletero de su coche para acelerar el proceso de entrega de sus fotografías a los periódicos. Weegee casi siempre trabajaba durante la noche como fotógrafo freelance; escuchaba la radio atentamente, llegando a las escenas, en ocasiones, antes que los propios policías.
La mayoría de sus fotografías más famosas fueron tomadas con un equipo fotográfico muy básico y con las técnicas de la época. Weegee no recibió formación fotográfica alguna, sino que fue siempre un fotógrafo autodidacta, así como un gran promotor de sí mismo.

### Exposiciones, publicaciones y películas
En ocasiones se ha dicho que Weegee vivía ajeno al mundo de la escena fotográfica de Nueva York. Sin embargo, en 1943 el museo MoMA incluyó algunas de sus fotografías en una exposición. Más tarde, sus fotos serían incluidas en otra exposición del MoMA organizada por Edward Steichen y daría una charla en La Nueva Escuela. También realizó tareas relacionadas con la publicidad para revistas como Life y Vogue, entre otras.
Su primer libro de fotografías, Naked City (1945), sirvió como inspiración a la película de 1948 The Naked City (La ciudad desnuda), dirigida por Jules Dassin. Igualmente, el libro inspiró el título de una serie de televisión policiaca y el nombre de un grupo musical liderado por el músico experimental neoyorquino John Zorn.
Weegee también realizó cortometrajes en 16 mm en 1941 y trabajó en Hollywood como actor y asesor desde 1946 hasta los primeros años de la década de los sesenta.
Durante la década de los cincuenta y sesenta, Weegee también experimentó con la fotografía panorámica y con las distorsiones fotográficas (por ejemplo, tomando fotografías a través de prismas). Fellig fotografió a Marilyn Monroe en una famosa fotografía en la que la cara de la actriz aparece grotescamente distorsionada aun siendo reconocible. Para la película The Yellow Cab Man (1950), Weegee filmó una secuencia en la que aparece el tráfico distorsionado. Gracias a esta colaboración puede verse al nombre de «Weegee» en los créditos del inicio de la película. También viajó a lo largo de Europa en la década de los sesenta, donde se dedicó a la fotografía de desnudos.
Weegee falleció el 26 de diciembre de 1968 tras complicaciones vinculadas a un tumor cerebral.
En 1980, la viuda de Weegee, Wilma Wilcox, junto a Sidney Kaplan, Aaron Rose y Larry Silver, crearon The Weegee Portfolio Incorporated con el fin de crear una colección única de impresiones fotográficas a partir de los negativos originales de Weegee.

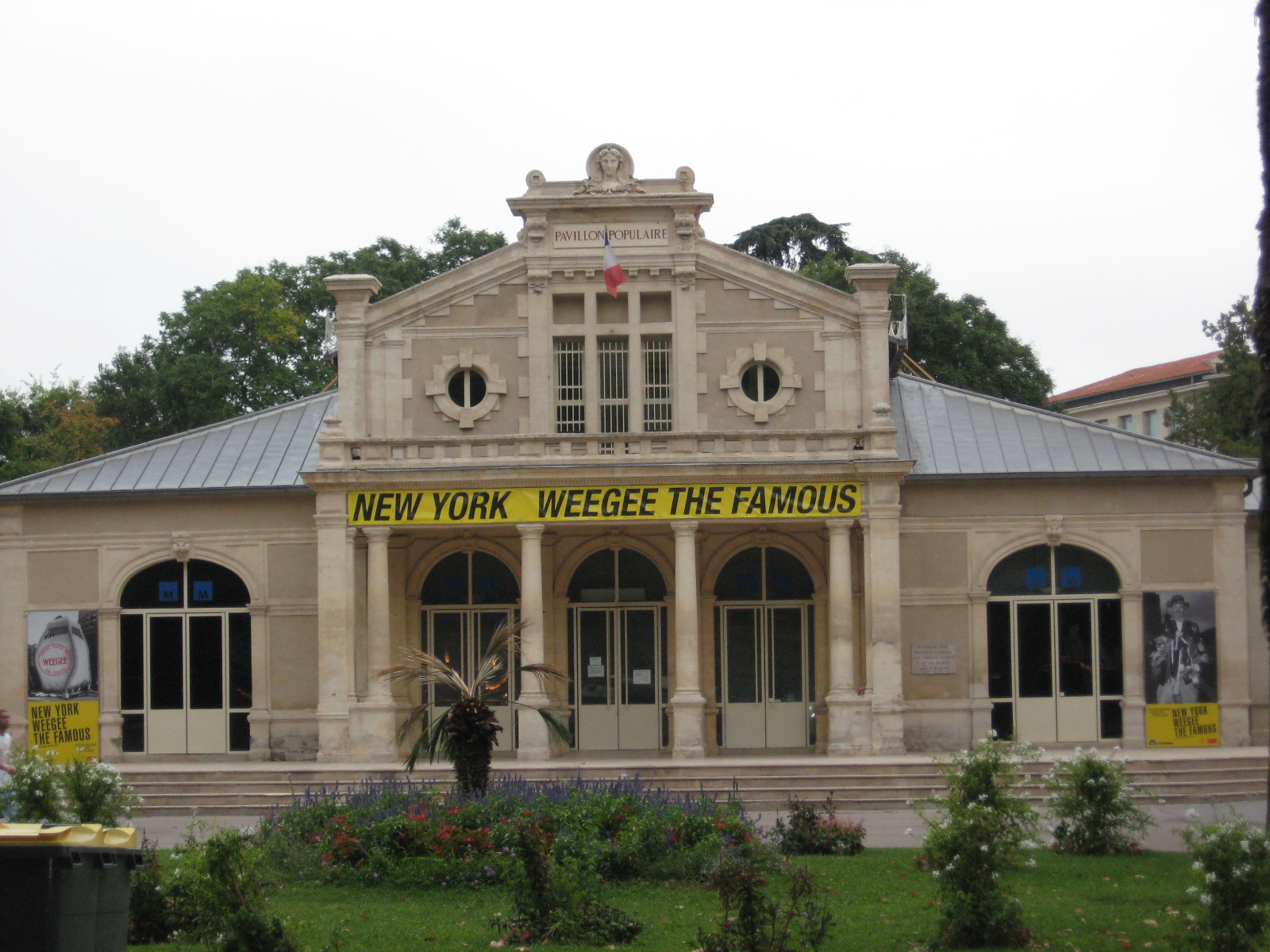
Exposición de Weegee en Montpellier (Francia) en 2008.

## Curiosidades
- Un extracto de la fotografía de Weegee conocida como "Crowd at Coney Island" ("Multitud en Coney Island") sirvió como portada para el disco Listen Without Prejudice, Vol. 1 (1990), del cantante británico George Michael.
- Bernzy, el personaje protagonista de la película de 1992 The Public Eye —en español, El ojo público— está inspirado en Fellig. Dicho personaje fue interpretado por el actor Joe Pesci.[6]
- La Fundación Telefónica organizó en Madrid (España) la exposición Weegee's New York, en la que se mostró una selección de 280 obras pertenecientes a la colección privada de los suizos Michel y Michèle Auer. La exposición abrió sus puertas desde el 5 de marzo hasta el 17 de mayo de 2009.[7]

## Lecturas relacionadas
- Weegee by Weegee, autobiografía en inglés (1961)
- Miles Barth, Weegee's World (Bulfinch Press, 1997)
- Kerry William Purcell, Weegee (Phaidon, 2004)
- Unknown Weegee (Steidl Publishing, 2006)